# 瑙加万萨达特
瑙加万萨达特（Naugawan Sadat），是印度北方邦Jyotiba Phule Nagar县的一个城镇。总人口27075（2001年）。

## 人口
该地2001年总人口27075人，其中男性14104人，女性12971人；0—6岁人口4929人，其中男2472人，女2457人；识字率44.49%，其中男性为51.33%，女性为37.06%。